# المقاتل النهائي: نهائي فريق جي إس بي ضد فريق كوسشيك
المقاتل النهائي: نهائي فريق جي أس بي ضد فريق كوسشيك (بالإنجليزية: The Ultimate Fighter: Team GSP vs. Team Koscheck)‏ هو الدفعة الثانية عشر من المسلسل التلفزيوني الواقعي المقاتل النهائي الذي أنتجته بطولة القتال النهائي (يو إف سي). تم عرضه لأول مرة في 1 أبريل 2010.